# Fantograma

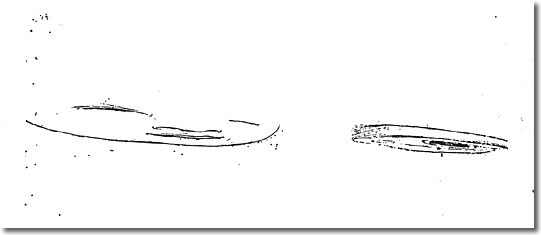
Ejemplo de un fantograma

El Fantograma, también conocidos como Op - Ups, son una forma de ilusión óptica. 
El Fantograma utilizan anamorfosis de perspectiva para hacer que una imagen en 2D se distorsiona de manera particular con el fin de parecer en tres dimensiones, que se coloca por encima o empotrado en una superficie plana. La ilusión de profundidad y perspectiva se ve reforzada por las técnicas de estereoscopía; una combinación de dos imágenes. Son comunes de las gafas 3D (rojo - cian ), la visión del espectador es segregada de forma que cada ojo ve una imagen diferente.
El Fantograma pueden ser creados usando imágenes dibujadas, fotografías o imágenes generadas por ordenador. El Fantograma se colocan generalmente en horizontal y están destinados para ser visto de pie de nuevo de la imagen, aunque también se pueden colocar en posición vertical y visto en un ángulo desde arriba o abajo .